# Federação Marfinense de Voleibol
A Federação Marfinense de Voleibol  (em francêsːFédération ivoirienne de volley-ball, FIVVB) é  uma organização fundada em 1964 que governa a pratica de voleibol na Costa do Marfim, sendo membro da Federação Internacional de Voleibol e da Confederação Africana de Voleibol, a entidade é responsável por  organizar  os campeonatos nacionais de  voleibol masculino e feminino no país.